# Polla nigriseriata
Polla nigriseriata là một loài bướm đêm trong họ Geometridae.